# Caio Valério Paulino
Caio Valério Paulino (em latim: Gaius Valerius Paullinus) foi um senador romano nomeado cônsul sufecto para o nundínio de setembro a dezembro de 107 com Caio Júlio Longino.